# Sera (Achham)
Sera (nep. सेरा) – gaun wikas samiti w zachodniej części Nepalu w strefie Seti w dystrykcie Achham. Według nepalskiego spisu powszechnego z 2011 roku liczył on 521 gospodarstw domowych i 2716 mieszkańców (1495 kobiet i 1211 mężczyzn).